# Jules Carl Leffland
Jules Carl Leffland, født Carl Ludvig Julius Leffland (9. september 1854 i Usserød – 21. oktober 1924 i Victoria, Texas) var en dansk arkitekt, som udvandrede til USA og blev arkitekt i Texas.
Han var søn af Carl Wilhelm Leffland (1821-1884) og Julia Welhelmine født Olsen og var ud af en kendt bygmesterslægt. Han gik på Det tekniske Institut i København og blev uddannet arkitekt. November 1879 ægtede han Emilie Sophie Struck fra København. Hendes far ejede Hørsholm Badehotel. Parret fik 7 børn. Allerede inden afsejlingen fra Danmark havde familien konverteret fra den lutheranske tro til den presbyterianske tro.
Parret udvandrede i 1886 til Texas, USA, hvor Leffland fik en stor praksis omkring byen Victoria. Det var vennen Viggo Køhler, som havde opfordret ham til at søge til udlandet. I USA antog han navnet Jules Carl. Hans første store opgave bestod i at flytte hjem fra Indianola til Cuero efter en ødelæggende orkan samme år.
Hans tegnestue i Victoria var fremgangsrig, og i 1910 kunne han se tilbage på en rig virksomhed, der havde stået for opførelsen af mindst firs bygningsværker. Han tegnede kirker, skoler, banker, rådhuse, hoteller og beboelseshuse i et område, der strakte sig fra Wharton til Kingsville. Mange af disse steder eksisterer stadig og dokumenterer velstanden i regionen i tiden mellem 1888 og 1910.
Kort før sin død som 70-årig blev han amerikansk statsborger.
Adskillige af hans værker er blevet optaget i National Register of Historic Places.

## Udvalgte værker
I Victoria:
- Reverend Burrough's Cottage (1892)
- The Abraham Levytansky home (1898)
- The Leffland home (1900, optaget i National Register of Historic Places i 1991)
- Mitchell School (1901)
- Victoria Colored School (1901, optaget i National Register of Historic Places i 1986)
- Nazareth Academy (1904, optaget i National Register of Historic Places i 1986)
- The J. V. Vandenberge home (1908)
- The J. E. Ryan building (1910)
- Bianchi's Pharmacy (1910)
- The Hauschild Cigar Factory (1918)

Andetsteds:
- John B. Ragland Mercantile Company Building, Kingsville (optaget i National Register of Historic Places i 1993)
- Hotel Blessing, Blessing (1907, optaget i National Register of Historic Places i 1979)